# My Drunk Kitchen
My Drunk Kitchen  é um programa de culinária e comédia série de vídeos curtos criado e postado no YouTube por Hannah "Harto" Hart. A série de Hanna Hart, 29-year-old, morando atualmente em Los Angeles, normalmente tenta cozinhar ou assar vários pratos, enquanto absorvendo grandes quantidades de bebidas alcoólicas. A maioria dos episódios tem a sua própria receita, e, ocasionalmente, um correspondente de bebidas. A série tem sido elogiado por seu humor bêbado, frases de efeito, e o uso de cortes de edição.

## Prêmios e indicações
| Ano  | Categoria                                  | Prêmio            | Resultado | Ref |
| ---- | ------------------------------------------ | ----------------- | --------- | --- |
| 2013 | Melhor atriz: Comédia (para Hannah Hart)   | 3° Streamy Awards | [ 1 ]     |     |
| 2014 | Melhor Comédia do Canal, programa ou Série | 4° Streamy Awards | [ 2 ]     |     |